# Municipio de Lent
El municipio de Lent (en inglés: Lent Township) es un municipio ubicado en el condado de Chisago en el estado estadounidense de Minnesota. En el año 2010 tenía una población de 3091 habitantes y una densidad poblacional de 34,7 personas por km².

## Geografía
El municipio de Lent se encuentra ubicado en las coordenadas 45°25′43″N 92°57′27″O / 45.42861, -92.95750. Según la Oficina del Censo de los Estados Unidos, el municipio tiene una superficie total de 89.07 km², de la cual 83.96 km² corresponden a tierra firme y (5.74%) 5.11 km² es agua.

## Demografía
Según el censo de 2010, había 3091 personas residiendo en el municipio de Lent. La densidad de población era de 34,7 hab./km². De los 3091 habitantes, el municipio de Lent estaba compuesto por el 96.8% blancos, el 0.42% eran afroamericanos, el 0.26% eran amerindios, el 1.36% eran asiáticos, el 0.03% eran isleños del Pacífico, el 0.03% eran de otras razas y el 1.1% pertenecían a dos o más razas. Del total de la población el 1.49% eran hispanos o latinos de cualquier raza.